# WWE-pay-per-viewevenementen 1990
De WWE-pay-per-viewevenementen in 1990 bestond uit professioneel worstelevenementen, die door de WWE werden georganiseerd in het kalenderjaar 1990.
In 1990 introduceerde de organisator, toen de World Wrestling Federation (WWF) genaamd, ten opzichte van het jaar 1989 geen nieuwe evenementen.

## WWE-pay-per-viewevenementen in 1990
| Datum            | Evenement       | Locatie               | Stad                        |
| ---------------- | --------------- | --------------------- | --------------------------- |
| 21 januari 1990  | Royal Rumble    | Orlando Arena         | Orlando (Florida)           |
| 1 april 1990     | WrestleMania VI | SkyDome               | Toronto                     |
| 27 augustus 1990 | SummerSlam      | The Spectrum          | Philadelphia (Pennsylvania) |
| 22 november 1990 | Survivor Series | Hartford Civic Center | Hartford (Connecticut)      |